# Zaleptus albimaculatus
Zaleptus albimaculatus is een hooiwagen uit de familie van de Sclerosomatidae.